# Busbahnhof Belgrad
BAS Beograd (deutsch: Belgrader Busbahnhof) ist einer der größten Aktiengesellschaften und Busunternehmen Serbiens. Der Busbahnhof bietet Verbindungen in Fern- und Regionalverkehr.

## Wissenswertes
Der Belgrader Busbahnhof bietet zudem Verbindungen zu allen großen Städten in Serbien und allen Teilrepubliken des ehemaligen Jugoslawien. Außerdem bestehen regelmäßige Busverbindungen zu 17 Ländern Europas.
Beim Belgrader Busbahnhof finden durchgehend Busfahrten statt.   
Der Belgrader Busbahnhof wurde am 3. März 1966 gegründet.
Der wichtigste Partner ist Lasta Beograd.

## Bezahlung und Erwerbung der Tickets
Am Busbahnhof Belgrad ist es durchgehend möglich, Tickets am Ticketschalter zu erwerben. Am Busbahnhof Belgrad werden zusätzlich zu den Fahrtkosten noch Kosten eines Chips für den Durchgang und eine Fahrtversicherung berechnet. Außerhalb des Busbahnhofes ist es auch möglich, das Ticket im Bus zu erwerben.